# Clarkesville
|  | No s'ha de confondre amb Clarksville. |

Clarkesville és una població del Comtat de Habersham (Geòrgia) als Estats Units d'Amèrica.

## Demografia
Segons el cens del 2000 Clarkesville tenia 1.248 habitants, 580 habitatges, i 335 famílies. La densitat de població era de 259,1 habitants per km².
Dels 580 habitatges en un 20,9% hi vivien nens de menys de 18 anys, en un 42,1% hi vivien parelles casades, en un 13,8% dones solteres, i en un 42,2% no eren unitats familiars. En el 39% dels habitatges hi vivien persones soles el 23,6% de les quals corresponia a persones de 65 anys o més que vivien soles. El nombre mitjà de persones vivint en cada habitatge era de 2,06 i el nombre mitjà de persones que vivien en cada família era de 2,72.
Per edats la població es repartia de la següent manera: un 19,1% tenia menys de 18 anys, un 7,9% entre 18 i 24, un 25% entre 25 i 44, un 20,8% de 45 a 60 i un 27,2% 65 anys o més.
L'edat mediana era de 44 anys. Per cada 100 dones de 18 o més anys hi havia 80 homes.
La renda mediana per habitatge era de 27.880 $ i la renda mediana per família de 39.148 $. Els homes tenien una renda mediana de 26.316 $ mentre que les dones 23.977 $. La renda per capita de la població era de 20.265 $. Entorn del 9,9% de les famílies i el 14,9% de la població estaven per davall del llindar de pobresa.

## Poblacions properes
El següent diagrama mostra les poblacions més properes.